# Boloria generator
Boloria generator är en fjärilsart som beskrevs av Otto Staudinger 1886. Boloria generator ingår i släktet Boloria och familjen praktfjärilar. Inga underarter finns listade i Catalogue of Life.